# بخش فونتونه-لو-کمت
بخش فونتونه-لو-کمت (به فرانسوی: Arrondissement de Fontenay-le-Comte) یک بخش در فرانسه است که در وانده واقع شده‌است.